# ألما روبنس
ألما روبنس (بالإنجليزية: Alma Rubens)‏ هي ممثلة أمريكية، ولدت في 19 فبراير 1897 بسان فرانسيسكو في الولايات المتحدة، وتوفيت في 22 يناير 1931 بلوس أنجلوس في الولايات المتحدة بسبب ذات الرئة.

## وصلات خارجية
- ألما روبنس على موقع IMDb (الإنجليزية)
- ألما روبنس على موقع تيرنر كلاسيك موفيز (الإنجليزية)
- ألما روبنس على موقع أول موفي (الإنجليزية)
- ألما روبنس على موقع قاعدة بيانات الأفلام السويدية (السويدية)
- ألما روبنس على موقع قاعدة بيانات الفيلم (الإنجليزية)